# Jesús Bueno
Jesús Daniel Bueno Áñez (ur. 15 kwietnia 1999 w Barquisimeto) – wenezuelski piłkarz występujący na pozycji defensywnego lub środkowego pomocnika, reprezentant Wenezueli, od 2021 roku zawodnik amerykańskiego Philadelphia Union.